# 五指石摩崖石刻
五指石摩崖石刻，位于中国广东省梅州市平远县差干镇五指石，为梅州市平远县的一个县级文物保护单位，类型为石窟寺及石刻，公布时间为1985年12月。
五指石摩崖石刻的历史年代为清以前。